# Tolpis barbata
Tolpis barbata — вид квіткових рослин родини Айстрові (Asteraceae).

## Опис
Однорічна рослина, що досягає висоти росту від 6 до 90 сантиметрів. Період цвітіння триває з квітня по липень.

## Поширення
Північна Африка: Алжир; Марокко; Туніс. Південна Європа: Португалія (у тому числі Мадейра), Гібралтар, Іспанія.
Населяє сухі кам'янисті, чагарникові, необроблювані місця на висоті від 0 до 700 метрів над рівнем моря.

## Галерея

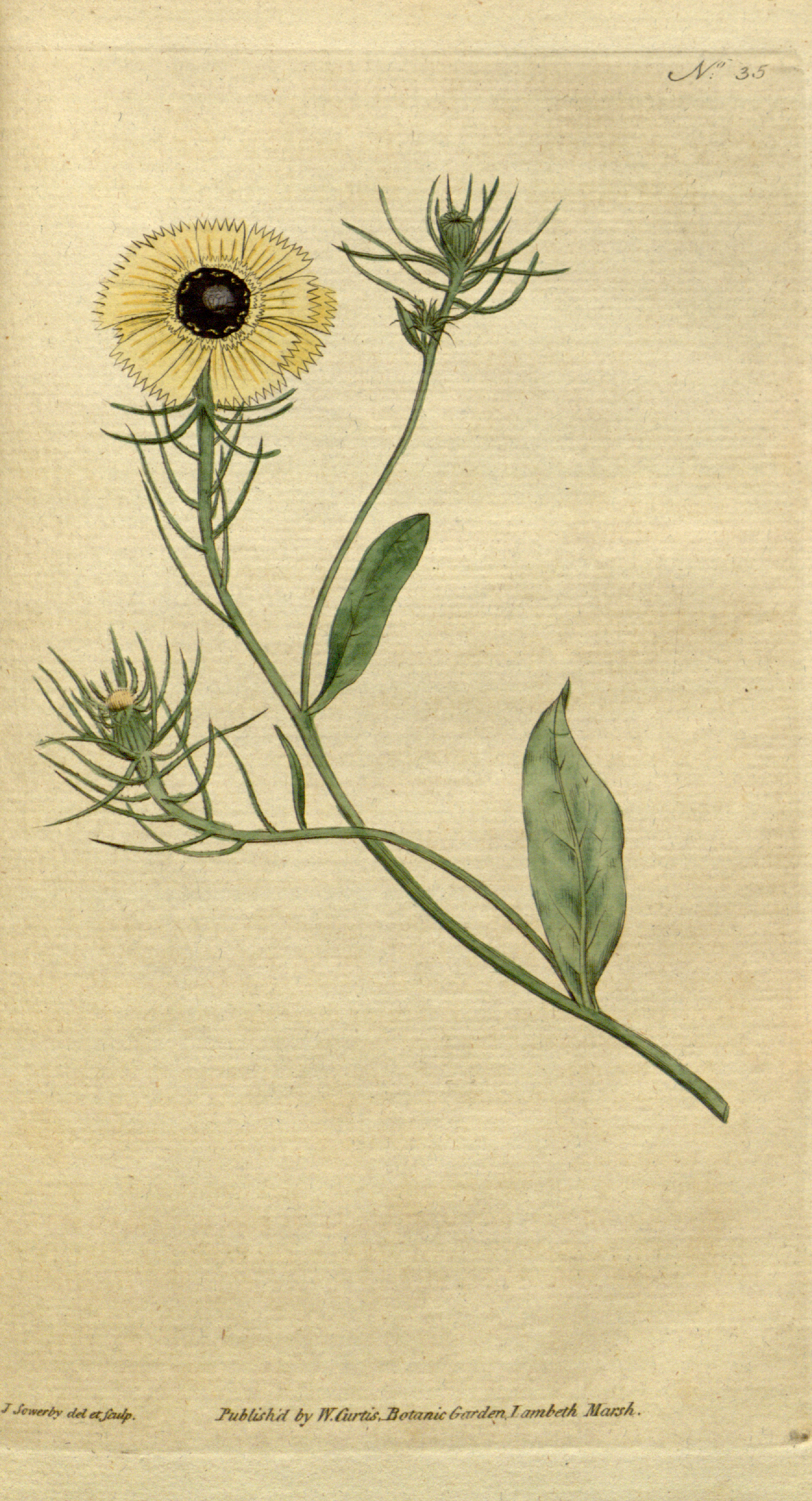
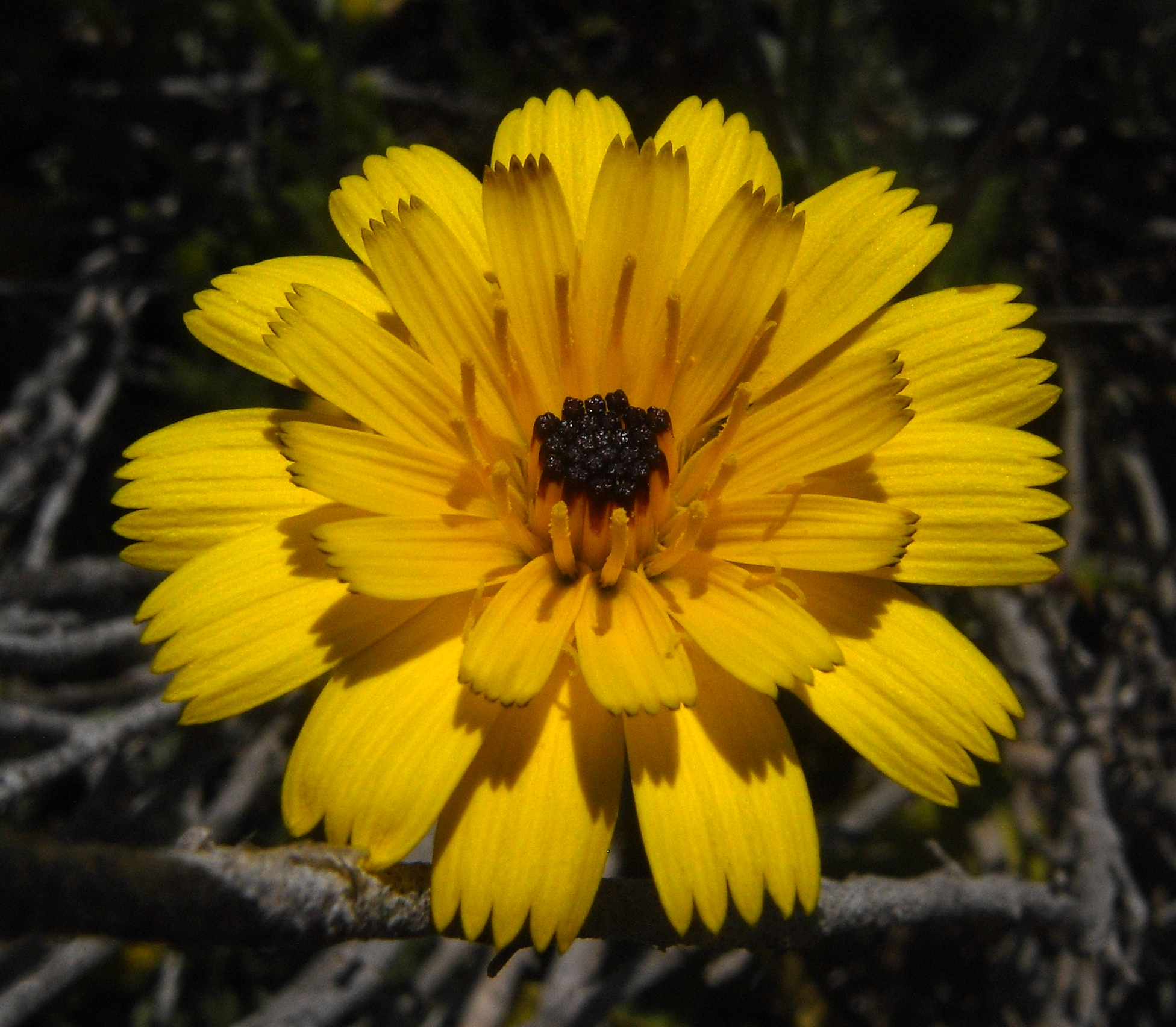

|  | Це незавершена стаття про айстрові. Ви можете допомогти проєкту, виправивши або дописавши її. |